# Жеро VI д’Арманьяк

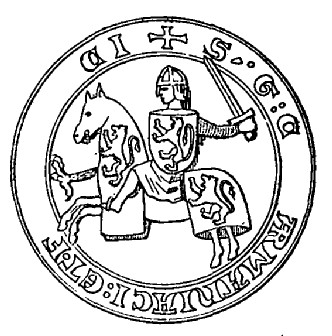
Жеро VI д’Арманьяк

Жеро́ VI (или V) (ок. 1235 — 1285) — виконт  Фезансаге с 1245 года, граф д’Арманьяк и де Фезансак с 1256 года. Сын Роже д’Арманьяка (ок. 1190 — 22 марта 1245), виконта де Фезансаге, и Пюсель д’Альбре (ок. 1215 — ??).

## Биография
В 1245 или в 1249 году умерла двоюродная сестра Жеро VI Маскароза I д’Арманьяк, наследница графств Арманьяк и Фезансак. В 1249 году Жеро VI начал войну с Арно III Одоном (ок. 1205 — ок. 1256), виконтом де Ломанем и д’Овилларом, вдовцом Маскарозы д’Арманьяк и отцом её малолетней дочери и наследницы Маскарозы II де Ломань (†1256), который объявил себя «замещающим графа в Арманьяке и Фезансаке» (фр. tenant lieu de comte en Fezensac et en Armagnac). Предлог для войны сейчас установить уже не представляется возможным, ведь оспаривать законность перехода графств по женской линии было уже поздно.
В этой войне Жеро VI поддержал его сюзерен по виконтству Фезансаге, граф Тулузы Раймон VII. На стороне противника Жеро, оказался Эскиват де Шабане, граф де Бигор, которого, в качестве внучатого племянника Симона де Монфора, графа Лейстера, губернатора Аквитании, поддерживали англичане и за которого Арно III Одон выдал свою дочь. В ходе войны Жеро был взят в плен. Граф Раймон VII, требуя его освобождения, конфисковал у Арно III Одона виконтство Овиллар, вассальное Тулузе. Пока Жеро находился в плену, граф Раймон VII умер, и мать Жеро, Пюсель д’Альбре, поспешила принести от имени своего сына оммаж за Фезансаге Альфонсу де Пуатье, преемнику Раймона VII, чтобы иметь его поддержку. Получив свободу за выкуп, Жеро успешно продолжил борьбу. Только в 1255 году Гастону, виконту де Беарну, удалось помирить соперников.
После смерти бездетной Маскарозы II де Ломань, Жеро, как наиболее близкий родственник последних графов д’Арманьяк и де Фезансак, смог, наконец, унаследовать оба графства. 15 сентября 1256 года он принес оммаж за оба графства Генриху III, королю Англии. Законность этого поступка была признана королём Франции в договоре, который Людовик Святой подписал с Англией прежде чем отправиться в Крестовый поход (Парижский договор 1259 года).
Альфонс де Пуатье, граф Тулузы, потребовал, чтобы Жеро принес ему оммаж за земли, зависящие от Тулузы. Жеро, считая, что его мать, в своё время уже сделала это, отказался. Вторжение войск сенешаля Тулузы в Фезансак, убедило его выполнить то, что от него требуется, и выплатить штраф в 400 ливров (1264 год)
Вооружённый конфликт с жителями Кондомуа, которые обратились за поддержкой к своему сюзерену, Альфонсу де Пуатье, обошёлся ему ещё большим штрафом (1268 год)
Жеро отказался приносить оммаж королю Филиппу III Смелому, унаследовавшему Тулузу после смерти дяди. Король не стал настаивать, но не простил.
Вскоре разгорелся конфликт между Жеро VI, который считал себя сюзереном графства Гор, и Жеро де Казобоном, графом де Гором, считавшим себя непосредственным вассалом Тулузы. Король, не разбираясь, принял сторону Жеро де Казобона. При штурме города Сен-Пюи погибает брат Жеро VI, Арно-Бернар (если дело происходило в 1272 год), или Роже (если в 1274 году). Ослеплённый гневом, Жеро VI собирает силы, призывает на помощь графа Роже Бернара III де Фуа, своего свояка, и идет к Сен-Пюи. Жеро де Казобон ищет защиты у короля Франции, графа Тулузы, и передает ему город, который тотчас же занимают королевские войска. Не обращая внимания на изменение ситуации, Жеро VI атакует, одерживает победу и разрушает город, но Жеро де Казобону удается бежать. Король Франции незамедлительно посылает мощную армию, чтобы отомстить за оскорбление, и Жеро VI, чувствуя свою слабость, просит пощады; он вынужден выплатить штраф в 35 000 ливров и пообещать отказаться от мести Жеро де Казобону за смерть брата.
Вскоре, воспользовавшись конфликтом между жителями Оша и людьми графа д’Астарака, Эсташ де Бомарше, сенешаль Лангедока, осаждает Жеро VI в Оше, дает ему сражение и берет в плен. Уведенный «во Францию», Жеро был заключен в замок Перонны, где провел два года.
Получив свободу, он, разобиженный на короля Франции, полностью перешёл на сторону Эдуарда I, короля Англии, своего сюзерена по графствам Арманьяк и Фезансак, прося у него защиты от самоуправства французов.

## Брак и дети
Жена: с 1260 Мата де Монкада ок. 1245/1255 — после 1319) — виконтесса Габардана и Брюлуа в 1290—1310. Дети:
- Бернар VI д’Арманьяк (ок. 1270—1319), граф д’Арманьяк и де Фезансак с 1280
- Гастон д’Арманьяк (ок. 1275—1320), виконт Фезансаге, виконт Брюлуа с 1310, родоначальник новой ветви виконтов Фезансаге
- Роже д’Арманьяк (ум. 1339), сеньор де Маньоак, епископ Лавора с 1317, архиепископ Оша с 1318, граф-епископ Лана и церковный пэр Франции с 1336, правитель графств Арманьяк и Фезансак во время малолетства его племянника, Жана I, а также в периоды его отсутствия.
- Маркуа д’Арманьяк (ок. 1280 — ок. 1313); муж: Бернар VIII (ок. 1285 — после 26 августа 1336), граф де Комменж.
- (?) Пюсель д’Арманьяк (ок. 1285—1298 / 18 мая 1302)
- Маскароза д’Арманьяк (ок. 1285 — ?); муж: Бернар де Ломань (ум. после 19 июня 1337), сеньор де Фирмакон

Некоторые исследователи добавляют к ним:
- Элеонору д’Арманьяк, даму де Брассак (ок. 1285 — ??), жену Жеро де Галара (ок. 1260 — ??).
- Констанс д’Арманьяк, брак которой не известен.